# The Principal and the Pauper
«The Principal and the Pauper» —titulado «El director y el pillo» en España y «Vida prestada» en Hispanoamérica— es el segundo episodio de la novena temporada de la serie de televisión animada estadounidense Los Simpson, emitido originalmente el 28 de septiembre de 1997 en la cadena FOX. En él, Seymour Skinner comienza a celebrar su vigésimo aniversario como director de la Escuela Primaria de Springfield, hasta que un hombre irrumpe la escena afirmando que este ha suplantado su identidad. En consecuencia, el director admite que su nombre real es Armin Tamzarian, quien pensaba que el verdadero era un antiguo compañero del ejército muerto en la guerra de Vietnam. Por ello, Armin abandona Springfield, si bien más tarde lo convencen para que regrese a su vida anterior. 
Ken Keeler se encargó de guionizar el episodio, mientras que Steven Dean Moore corrió a cargo de la dirección y Martin Sheen fue invitado a poner la voz al verdadero Skinner. Aunque se emitió durante la novena temporada, en realidad era un remanente de la octava. Al mismo tiempo, ha sido considerado desde la emisión inicial como uno de los más controvertidos de todo el programa, ya que muchos fanáticos y críticos reaccionaron negativamente a la revelación de que el director Skinner, un personaje recurrente desde el primer capítulo que había experimentado un gran desarrollo de carácter, era un impostor. De hecho, el propio Matt Groening y el actor de voz del personaje, Harry Shearer, lo infravaloraron y otros consideraron que puso fin a la edad de oro de la serie.

## Sinopsis
En la víspera de su vigésimo aniversario como director de la escuela, Seymour Skinner acompaña su madre a la escuela primaria de Springfield sin saber de una fiesta sorpresa dedicada a él. El evento comienza con normalidad, si bien un hombre desconocido aparece y afirma ser el auténtico Seymour Skinner. Por ello, el director admite ser un impostor y que su verdadero nombre es Armin Tamzarian —Armando Barreda en Hispanoamérica—. Este fue una vez un joven problemático y huérfano de Ciudad Capital que se alistó en el ejército para evitar una condena de cárcel por delitos menores. Allí conoció y entabló amistad con el auténtico sargento Seymour Skinner, quien se convirtió en su mentor y le ayudó a encontrar sentido a su problemática vida, además de confesarle que su sueño era convertirse en el director de una escuela tras el fin de la guerra. Sin embargo, Seymour desaparece y es dado por muerto, por lo que Armin lleva la noticia de la aparente defunción a su madre, Agnes. No obstante, al conocerle, le confunde con su hijo y no puede soportar entregarle el mensaje. En su lugar, permite llamarlo Seymour y reemplaza la vida del auténtico. Mientras tanto, el verdadero pasó cinco años en un campo de prisioneros de guerra para luego trabajar en una fábrica de explotación china durante dos décadas hasta ser clausurada por las Naciones Unidas.
Tras las revelaciones, los ciudadanos de Springfield empiezan a desconfiar de Armin, quien ya no se considera querido en Springfield y vuelve a Ciudad Capital, además de romper a regañadientes con Edna Krabappel. Allí, su plan es retomar su antiguo papel de malhechor callejero, pero aún conserva los valores de cuando era Skinner. Al verdadero se le ofrece la oportunidad de hacer realidad su sueño y asumir el cargo de director de la escuela, quien lo acepta, a pesar de encontrarse aislado emocionalmente por la gente del pueblo, que se da cuenta de que prefiere a Armin. De forma similar, como Seymour se niega a retomar las antiguas aficiones de Armin y permanece más tiempo fuera de casa, Agnes se da cuenta de que echa de menos tenerlo como hijo.
La familia Simpson se dirige a Ciudad Capital con Edna y Agnes para encontrarlo en su apartamento. Después de que esta última le ordene que vuelva a casa y confese que para ella es más hijo que el verdadero Skinner, Homer convence al alcalde Quimby y al resto de ciudadanos que le permitan retomar como director escolar con su otra identidad. El verdadero no está contento con esto y se niega a renunciar a su dignidad sólo porque el pueblo prefiera a Armin antes que a él. En respuesta, los ciudadanos destierran al verdadero Skinner de la ciudad atándolo a la silla del vagón de un tren de mercancías. Finalmente, el juez Snyder declara que Armin recuperará su nombre habitual y su trabajo como director de escuela, y que nadie volverá a referirse a él de otro modo, bajo pena de tortura.

## Producción

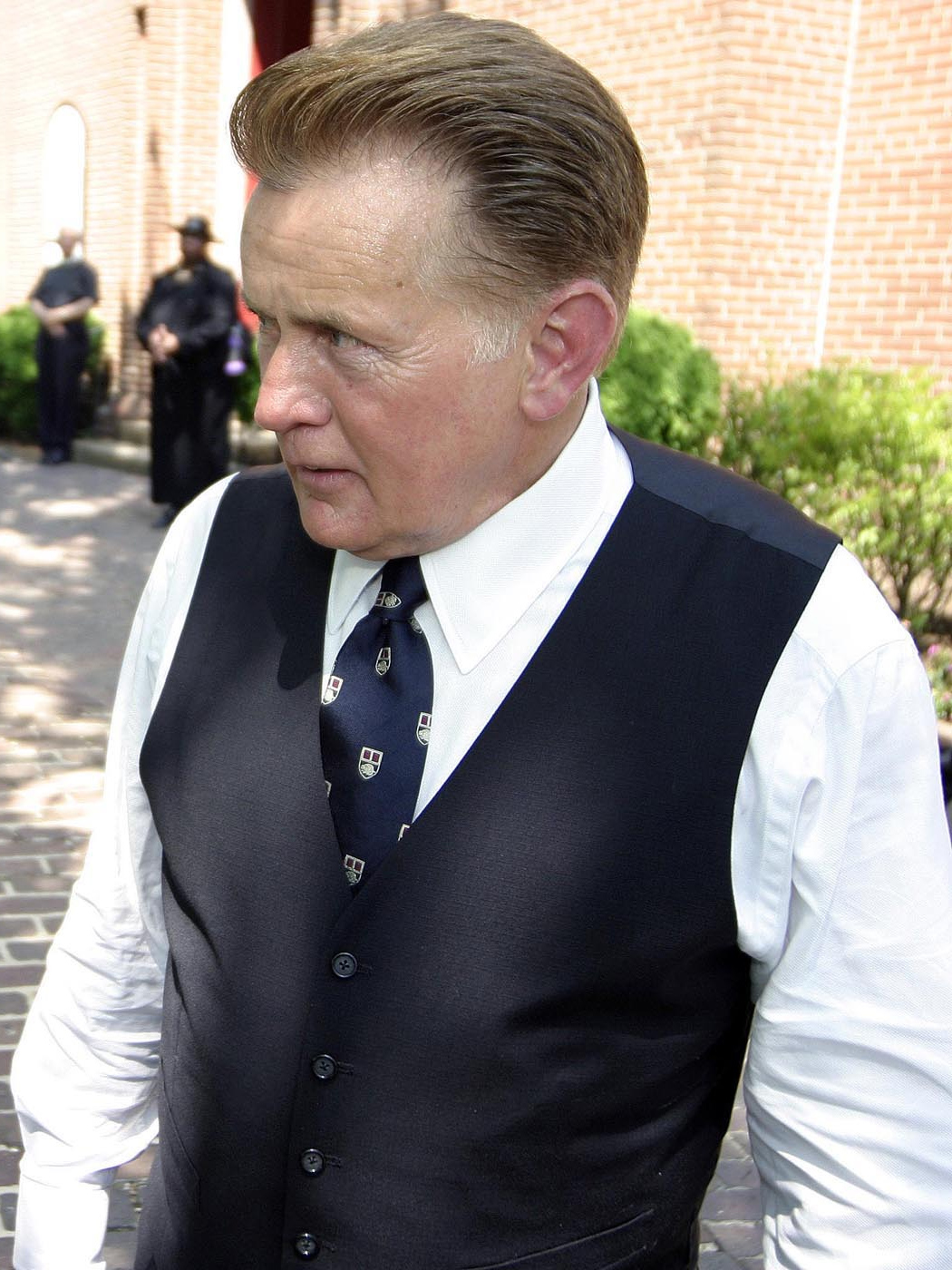
Martin Sheen puso la voz al verdadero Seymour Skinner.

«The Principal and the Pauper» fue el último episodio escrito por Ken Keeler, quien también lanzó la idea original. Muchos fanáticos creen que se basa en la historia de Martin Guerre o en la película de 1993 Sommersby. Según el director de animación Steve Moore, uno de los títulos de trabajo era «Skinnersby». Sin embargo, Keeler ha dicho que se inspiró en el Caso Tichborne de la Inglaterra del siglo XIX. El título oficial es una referencia al libro El príncipe y el mendigo de Mark Twain.
Los productores Bill Oakley y Josh Weinstein estaban entusiasmados porque el director Skinner es uno de sus personajes favoritos. La pareja ya había escrito el capítulo de la quinta temporada «Sweet Seymour Skinner's Baadasssss Song», que era un estudio en profundidad del personaje. Oakley dijo que él y Weinstein «pasaron un mes inmersos en la mente de Seymour Skinner» para preparar ese episodio, y a partir de ese momento, aprovecharon cada oportunidad para «juguetear con la personalidad [de Skinner] y su historia de fondo y su vida hogareña». Aunque se emitió durante la novena temporada, era un remanente de la octava.
Al describir al verdadero, Keeler comentó: «Habría sido fácil hacer de él un tipo horrible, desagradable y antipático, pero no lo hicimos. Hicimos que no fuera del todo correcto, que no fuera Skinner, y que estuviera un poco fuera de lugar». Bill Oakley dijo que la idea era que «le faltaba dinamismo». Los productores eligieron a Martin Sheen para ponerle voz porque admiraban su interpretación en Apocalypse Now y pensaron que su voz sería apropiada para un veterano de Vietnam.
Keeler tomó prestado el nombre de Armin Tamzarian de un liquidador de siniestros que le había ayudado tras un accidente de coche cuando se trasladó a Los Ángeles. Sin embargo, la verdadera persona —ahora juez del Tribunal Superior de California— no supo que se estaba utilizando su nombre hasta que su emisión. Según Keeler, más tarde recibió una carta de Tamzarian en la que le preguntaba por qué aparecía su nombre. Temió tener que enfrentarse a problemas legales, pero le explicó que simplemente sentía curiosidad y que no pretendía asustar a nadie.

## Recepción
«The Principal and the Pauper» ocupó el puesto 41 en las audiencias de Estados Unidos durante la semana del 22 al 28 de septiembre de 1997, con una puntuación Nielsen de 9,2. Fue el segundo programa con más audiencia de la cadena Fox esa semana, tras King of the Hill. La media de audiencia de la cadena Fox en la semana fue de 6,4.
La revelación de que el director Skinner era un impostor y el deus ex machina autorreferencial/botón de reinicio final fueron recibidos negativamente por muchos aficionados y críticos, con muchos viendo este episodio responsable de la serie en su conjunto saltara el tiburón. Además, muchos aconsejan ignorarlo en su totalidad y negar completamente su existencia. Skinner había sido un personaje recurrente desde la primera temporada y, tras años de desarrollo, su trasfondo había cambiado repentinamente. Bill Oakley lo considera el más controvertido de su etapa como productor ejecutivo.

### Reseñas de la críticas
En su libro de 2004 Planet Simpson, Chris Turner Chris Turner lo describe como la «emisión que marcó [la] abrupta caída» de la «Edad de Oro» de Los Simpson, que según él comenzó a mediados de la tercera temporada. Califica el episodio como «uno de los más flojos de la historia», y añade: «Un giro argumental de este tipo, descarado y que rompe la continuidad, podría haberse perdonado si el resultado hubiera sido tan divertido o satírico como los clásicos de la Edad de Oro, pero por desgracia no lo es». Turner señala que «todavía tiene un par de gags virtuosos», pero dice que esos momentos son limitados.
En julio de 2007, en un artículo de The Guardian, Ian Jones argumenta que el «programa se volvió estúpido» en 1997, señalando a «The Principal and the Pauper» como el indicador. «¿Otra vez? ¿Un personaje importante de una serie de larga duración es desenmascarado como un fraude? Era una historia barata y ociosa», señala. En un artículo publicado en febrero de 2006 en The Star-Ledger, Alan Sepinwall y Matt Zoller Seitz lo citan al afirmar que su calidad «se vuelve mucho más irregular» en la novena temporada. Alan Sepinwall observa en otra nota de Star-Ledger: «[El capítulo] era tan inverosímil que incluso los personajes renegaban de él al final». Jon Hein, que acuñó el término «saltar el tiburón» para referirse a los cambios negativos en las series de televisión, escribe en Jump the Shark: TV Edition: «Por fin vimos una aleta al principio de la novena temporada, cuando se reveló que la verdadera identidad del director Skinner era Armin Tamzarian». James Greene de Nerve.com lo puso en quinto lugar en su lista «Diez veces que Los Simpson saltaron el tiburón», calificándolo de «meta-comedia sin sentido» y argumentando que «parecía traicionar la realidad del propio programa». En 2022, en el veinticinco aniversario de su emisión, Fatherly hizo una retrospectiva negativa del mismo y describió el giro argumental como el momento en que dejó de ser perfecta, diciendo: No era divertido, era malo, y el final te hacía cómplice de su crueldad». Por último, los ciudadanos de Springfield deciden forzar la vuelta a la normalidad atando al verdadero Skinner a un tren en marcha y declarando legalmente que el robo de toda una vida por parte de Tamzarian está bien. Y, bueno, sí, nosotros como espectadores queríamos que las cosas volvieran a la normalidad una vez terminado, pero... esto era simplemente despiadado».
Otras figuras relacionadas con Los Simpson lo han criticado públicamente. En una entrevista de abril de 2001, Harry Shearer, la voz del director Skinner, recordó que, tras leer el guion, dijo a los escritores: «Eso está muy mal. Están cogiendo algo en lo que el público ha invertido ocho o nueve años y tirándolo a la basura sin ninguna razón, por una historia que ya hemos hecho antes con otros personajes. Es arbitrario y gratuito, y una falta de respeto al público». En una entrevista de diciembre de 2006, Shearer añadió: «Ahora, [los guionistas] se niegan a hablar de ello. Se dan cuenta de que ha sido un error horrible. Nunca lo mencionan. Es como si castigaran [al público] por prestar atención». En la introducción del DVD de la novena temporada, el creador, Matt Groening lo describe como «uno de [sus] episodios menos favoritos». También lo calificó de «error» en una entrevista con Rolling Stone.
Por el contrario, Warren Martyn y Adrian Wood, los autores de I Can't Believe It's a Bigger and Better Updated Unofficial Simpsons Guide, elogian el capítulo, calificándolo de «uno de los mejores de la serie de todos los tiempos, principalmente porque nos muestra un lado humano, no sólo del director Skinner, sino también de su hectorish  [sic] mamá». Y añaden que «Martin Sheen se roba el show... en un breve pero importante trozo de la historia». Nathan Ditum de Total Film ha calificado la actuación de Martin Sheen como la vigésima mejor aparición como invitado en Los Simpson.
Ken Keeler, Bill Oakley y Josh Weinstein lo defienden en su comentario de DVD. Keeler afirma: «Estoy muy, muy orgulloso del trabajo que hice en este capítulo. Es el mejor episodio de televisión que creo que he escrito nunca». Lo Describe como un comentario sobre «la gente a la que le gustan las cosas tal y como son», y comenta: «Parece que a nadie se le ha ocurrido que trata sobre la gente que lo odia». Sin embargo, afirma que algunos diálogos fueron modificados con respecto a su borrador original, lo que hace que este punto sea menos obvio. Oakley y Weinstein explican que querían ampliar sus límites mientras trabajaban como showrunners, y aconsejan a los espectadores que traten «The Principal and the Pauper» como un «experimento». Suponen que la recepción negativa se debió en parte a que los espectadores no percibieron inmediatamente que se trataba de un episodio de este tipo (a diferencia de, por ejemplo, «The Simpsons Spin-Off Showcase». También describen el final como un intento de reiniciar la continuidad y permitir a los fanáticos lo considerar como no canónico, divorciado de la serie más amplia.
Los episodios posteriores contienen referencias a «The Principal and the Pauper». Un fragmento se utilizó en «Behind the Laughter» de la undécima temporada como ejemplo de las «tramas cada vez más efectistas y disparatadas» del programa. En el episodio de la decimoquinta temporada «I, (Annoyed Grunt)-Bot», Lisa se dirige a Skinner como «Director Tamzarian» cuando Skinner la regaña por llamar a su nuevo gato Snowball II, en honor a ese del mismo nombre que había muerto anteriormente en el capítulo.